# تازه‌کند (مهران‌رود مرکزی)
تازه‌کند یکی از روستاهای استان آذربایجان شرقی است که در دهستان مهران‌رود مرکزی بخش مرکزی شهرستان بستان‌آباد واقع شده‌است.